# Фефилов, Афанасий Иванович
Афанасий Иванович Фефилов — советский учёный, кандидат  экономических наук, доцент, профессор кафедры экономики торговли МИНХ им. Г.В. Плеханова. Участник Великой Отечественной войны

## Биография
Родился в 1901 году в деревне Поречье, Шенкурского уезда Архангельской губернии. Член КПСС.
После окончания школы трудовую деятельность начинал в качестве ученика в магазине частной торговой фирмы, а потом работал продавцом.
В 1919-1922 гг.  служил в Красной армии. В  1923 г. был принят на должность продавца Архангельского центрального рабочего кооператива. В 1927 г. окончил трёхгодичные Высшие практические кооперативные курсы в Ленинграде, где получил специальность товароведа-организатора торговли.В течение трёх лет проработал в Архангельском центрально рабочем кооперативе — инспектором, заместителем заведующего торговым отделом.
В 1930 г. поступил учиться в Высший педагогический институт «Центросоюза» в Москве, где получил специальность экономиста, преподавателя техникума. Учёбу продолжил в аспирантуре. При окончании аспирантуры ему была присвоена учёная степень кандидата экономических наук.
С середины 30-х гг. трудился в Центросоюзе. Был инструктором, заместителем начальника отдела, начальником отдела, преподавал.
С 1941 по  1945 годы участвовал в Великой Отечественной войне.
После демобилизации их Красной Армии, работал заместителем председателя президиума Молотовского (Пермского) облпотребсоюза, заместителем начальника Главвоенторга, ректором Высшей торговой школы, членом коллегии Минторга СССР, директором НИИ торговли общественного питания.
В 1955 году был назначен директором, а затем ректором Московского института народного хозяйства имени Г.В. Плеханова, проработав на этом посту до 1969 года.
Уйдя на пенсию продолжал работать профессором-консультантом на кафедре экономики торговли МИНХ им. Г.В. Плеханова.
Умер в Москве в 1974 году.